# Galdakao (cratera)
A cratera Galdakao é uma cratera no quadrângulo de Aeolis em Marte, localizada a 13.5° S, 183.5° W.  Seu diâmetro é de 35 km e recebeu o seu nome do basco Galdakao, uma cidade na Espanha. 